# Helena Kordzikowska-Romańska
Helena Kordzikowska-Romańska (ur. 1846 w Radach w pow. poniewieskim, zm. 10 lipca 1924 w Krakinowie) – pisarka, polska działaczka narodowa, społeczna i oświatowa, ziemianka.
Urodziła się w majątku ziemiańskim w Radach w powiecie poniewieskim, guberni kowieńskiej. Córka Józefa Kordzikowskiego i Racheli z Dąbrowskich. Dzieciństwo i młodość spędziła w Radach. Po śmierci ojca zamieszkała w majątku Słobódce pod Krakinowem. Była żoną Feliksa Romańskiego, dziedzica Danieliszek.
W czasie powstania styczniowego pomagała ukrywającym się powstańcom i wspierała materialnie oddziały powstańcze. Po upadku powstania styczniowego zaangażowała się w działalność społeczną i oświatową w Laudzie. W czasie zaborów organizowała szkoły wiejskie, w których uczono języka polskiego i historii Polski.
Po proklamowaniu niepodległości Litwy dzięki jej staraniom utworzono polską szkołę w Krakinowie; na ten cel oddała swój dom. Działała na rzecz polskości Laudy.
Pisała nowele i artykuły prasowe do gazety Dzień Kowieński. Była autorką nowel i książek. Podejmowała próby pisania w tzw. polszczyźnie żmudzkiej. W 1912 w Wilnie wydała poczytną nowelę Rozita kosę niech rozplecie. W swojej książce O roku 1863 w województwie kowieńskim i pamiętnikach opisała powstanie styczniowe na Kowieńszczyźnie.
Zmarła 10 lipca 1924 w Krakinowie, tamże pochowana.